# رينفيلد
رينفيلد هي شخصية خيالية ظهرت في رواية دراكولا للكاتب برام ستوكر.